# Truus Schröder
Geertruida Antonia Schröder-Schräder (Deventer, 1889-Utrecht, 12 de abril de 1985), conocida como Truus Schröder  fue una arquitecta neerlandesa, coautora junto a Gerrit Rietveld de la famosa casa Schröder hoy Patrimonio de la Humanidad.

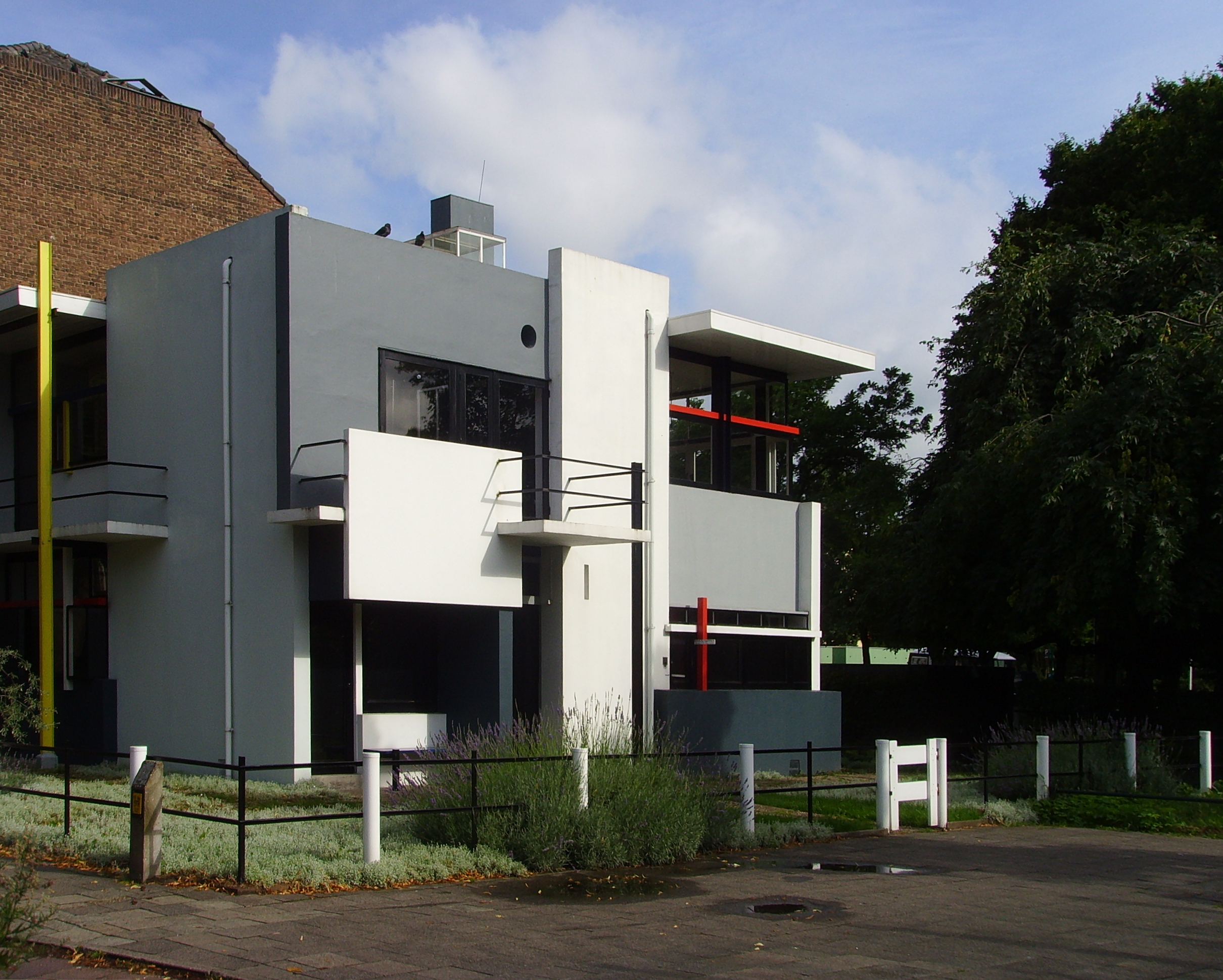
Casa Rietveld-Schröder, Utrecht

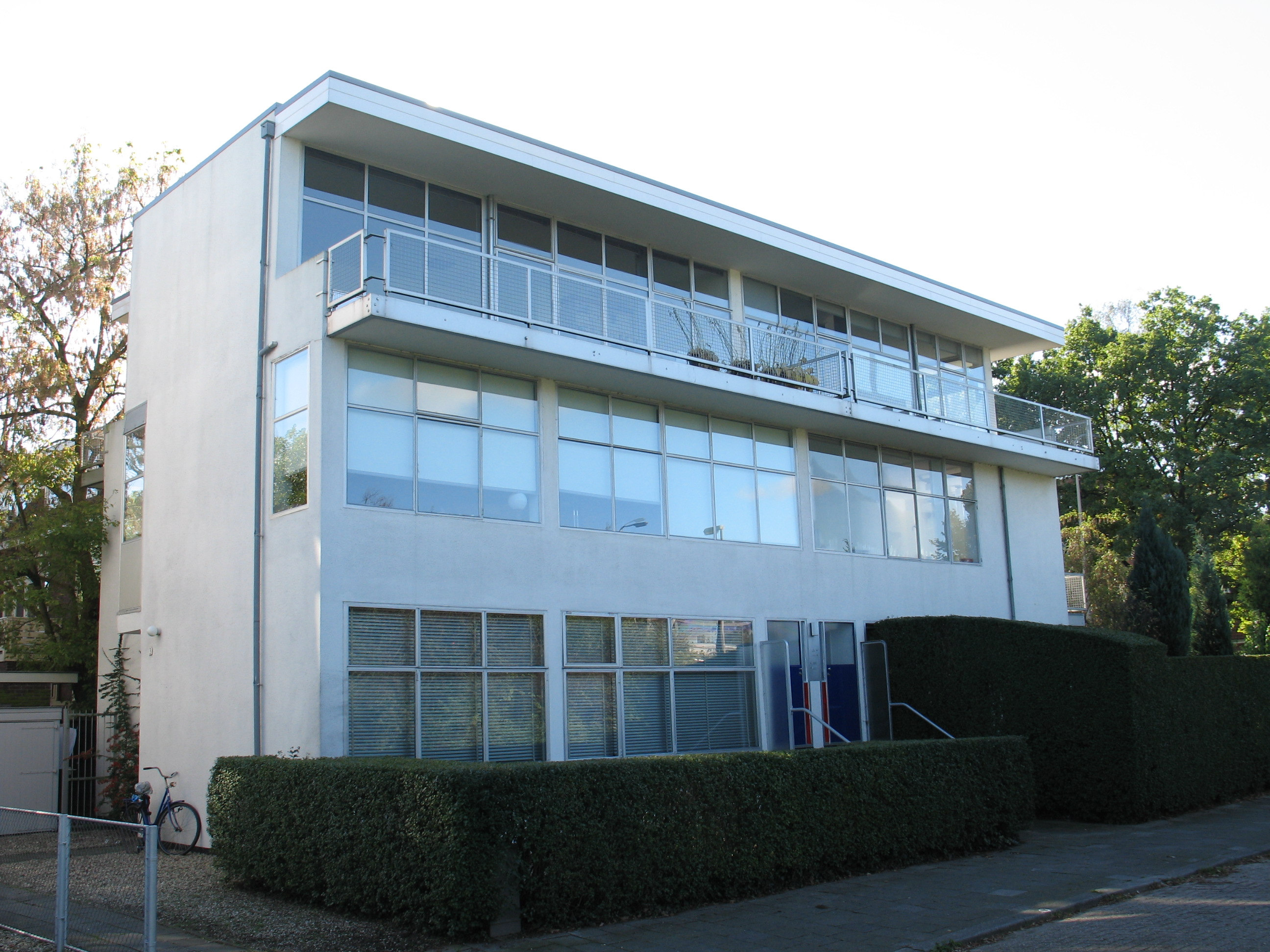
Viviendas en calle Erasmus

## Primeros años

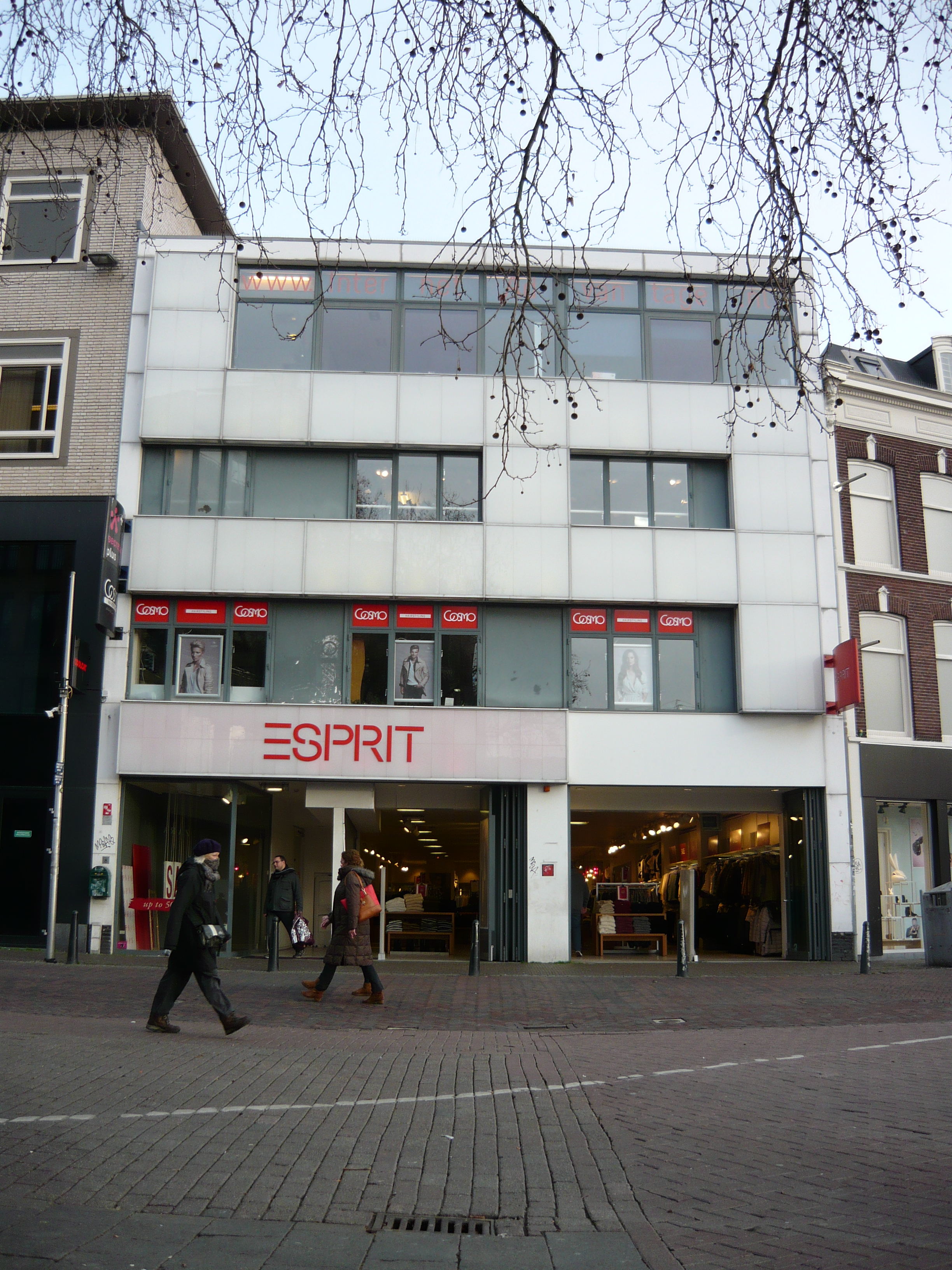
Cine Vreeburg de Utrecht

Sus padres fueron Bernardus Johannes Schräder y Johanna Geertruida Mentzen. Su padre tenía una fábrica de textiles y su madre murió cuando ella tenía cuatro años. Dos años más tarde, su padre se casó y ella y su hermana An fueron enviadas a un convento en Amersfoort para educarse. Después de dejar la escuela estudió farmacia y alrededor de 1909 se fue a Londres durante seis meses para aprender inglés. Estuvo en Hannover donde asistió a conferencias de la Universidad Técnica de Arquitectura pero abandonó y volvió a Holanda.
En 1911 se casó con un próspero abogado de nombre Adriaan Christiaan Frederik (Frits) Schröder (1878-1923). El acuerdo fue básicamente que no tendrían niños y que ella iría a la universidad después de su matrimonio, pero pronto quedó embarazada. Tuvieron tres niños: varón y dos niñas. Una de ellas, Han Schröder, fue la primera arquitecta registrada en Holanda.
Vivían en un espacioso departamento en Utrecht, en el primer piso de un gran edificio donde el marido tenía sus oficinas. El matrimonio fue conflictivo sobre todo en aspectos relativos a la independencia de ella y a la crianza de los niños. En 1921 el señor Schröder le permitió que cambiara uno de los cuartos de la casa, para su uso y a su propio parecer, El espacio se convirtió en su lugar, el de sus niños y el del encuentro con su círculo de intelectuales entre los que se encontraban Kurt Schwitters y Bruno Taut. Este último publicó en 1924 el inspirador libro Die neue Wohnung: Die Frau als Schöpferin (El nuevo apartamento: la mujer como creadora) y ella poseía una copia en su biblioteca con numerosas anotaciones.
Truus Schröder estaba interesada en las artes y se había vinculado al grupo de artistas y arquitectos del movimiento De Stijl a través de su hermana An Harrestein, escritora y crítica que vivía en Ámsterdam. An se había casado con un médico y era afín a las ideas del comunismo, los derechos de las mujeres, la teosofía, la meditación y el amor libre. Con ella compartían las nuevas ideas como cuenta Truus en sus diarios. Para realizar la reforma, Truus Schröder contactó a Gerrit Rietveld (1888-1964), ya que le habían llamado la atención las remodelaciones que había hecho en locales comerciales de Utrecht.

## La casa Schröder
Cuando Truus Schräder enviudó a los 34 años, se hizo cargo de la familia y comenzó a buscar una nueva casa. La idea original era vivir en Utrecht, seis años más hasta que los niños terminaran la escuela y luego mudarse a Ámsterdam.
Truus Schröder encargó a Rietveld la ejecución de la casa en 1924. Ella disfrutaba desafiando los convencionalismos de la sociedad. En sus archivos se encuentran numerosas anotaciones sobre el proyecto de la casa y recortes de artículos sobre temas referidos a las últimas novedades en el campo de la arquitectura, como la cocina que ahorra energía. Uno de sus lemas era “el lujo de la frugalidad”. Aunque no tenía experiencia como arquitecta sabía claramente cómo quería que fuera su vida. Por ejemplo, el espacio común flexible de la planta alta fue un requerimiento específico de ella ya que quería compartir la vida con sus hijos. Esto implicaba una ruptura frontal con las jerarquías del espacio doméstico tradicional.
Los escritos de ella expresan la necesidad de una fuerte relación con el exterior y el contacto con la naturaleza. Esto definió la localización de la casa. El sitio que eligió estaba en el borde de la ciudad frente a un prado con un pequeño canal. Los ventanales de arriba que permiten la contemplación de este espacio abierto fueron parte de sus requerimientos.
Al mismo tiempo, Gerrit Rietveld, hijo de un ebanista, que había trabajado de dibujante para varios arquitectos y había realizado algunas remodelaciones, no había concretado hasta el momento obras de arquitectura. En 1926, El Lisitzky después de ver por primera vez la casa lo describe de la siguiente forma: “No es un estudioso de la arquitectura, sino un carpintero, que no sabía dibujar planos de una manera rutinaria. Todo lo hace con maquetas, sintiendo las cosas con sus manos; y por ello su producto no es abstracto.”
Apenas construida, la casa fue publicada en revistas de toda Europa y Japón. Grandes arquitectos como Gropius y Le Corbusier la visitaron.
Schröder y Rietveld diseñaron la casa, su equipamiento y sus muebles. Cuando escribe sobre la obra, Rietveld dice: “la casa que queríamos hacer“, utilizando el plural; o “la casa que creé junto a la diseñadora de interiores Truus Schröder“. En 1928 Schröder y Rietveld expusieron juntos fotografías de la casa en la exposición ASB en el Museo Stedelijk de Ámsterdam.
Está reconocido que ambos trabajaban en conjunto y que la autoría es de los dos, aunque los historiadores de la arquitectura prefieren mencionarlo solo a él. La omite por ejemplo, Henry-Russell Hitchcock en Modern Architecture (1929) o Bruno Zevi que en su Poetica dell’architettura neoplastica (1953) habla de la Villa Rietveld, sin citar a Schröder ni como clienta ni como autora. Un caso particular es Jean Badovici, marido de Eileen Gray, en el artículo que le dedica a la casa apenas terminada en L’Architecture Vivante en 1925 y donde ella aparece como coautora.
Gerrit Rietveld, casado y con 6 hijos al momento de diseñar la casa, se mudó a la casa Schröder cuando enviudó y vivió allí hasta que falleció en 1964. Ella vivió allí por más de 60 años hasta 1985 cuando murió a los 95.
La casa, uno de los emblemas del Movimiento Moderno, fue dañada durante la Segunda Guerra Mundial y posteriormente reparada. Para la restauración de la casa, Schröder eligió al arquitecto Bertus Mulder que había trabajado con Rietveld. Es hoy Patrimonio de la Humanidad de Unesco.

## Otras obras
La sociedad entre Schröder y Rietveld se mantuvo en el tiempo y continuaron colaborando hasta los años 40. La construcción de la casa les abrió las puertas para que fueran convocados para otros proyectos tanto de mobiliario como de arquitectura. Debido a que ella no sabía dibujo técnico y tenía poco conocimiento de las estructuras y los materiales de construcción, realizó algunos cursos por correspondencia utilizando un nombre falso, porque se avergonzaba de su ignorancia. También colaboraron escribiendo artículos sobre arquitectura y diseño como los realizados para la revista fundada por la hermana de Truus y un grupo de otras feministas denominada La mujer trabajadora.
Entre las obras que realizaron juntos se pueden mencionar el Gabinete para Radio en vidrio (1925) que permitía que la moderna tecnología electrónica de la radio estuviera incorporada en un mobiliario de diseño. Para proveer acceso a todo el equipamiento, diseñaron las cuatro puertas de manera similar a la “ventana esquina” de la casa Schröder. Otro mueble que diseñaron fue el armario colgante de vidrio en 1926.
Ese mismo año, An Harrestein les encargó la renovación de la habitación familiar en Ámsterdam. El proyecto incluyó 15 elementos de mobiliario que fueron realizados especialmente, utilizando la paleta de colores típica de De Stijl. Otros proyectos que hicieron fueron los interiores de la Casa Weteringschans (Ámsterdam, 1926), de la Casa Birza (Utrecht, 1927) y la casa y escritorio Van Urk (Blaricum, 1930-31).
Entre 1930 y 1934 realizan dos bloques de viviendas en la calle Erasmus (frente a la casa Schröder) que fueron parcialmente financiados por Truus Schröder y donde aplicaron principios similares a los de la casa: los espacios se comunican con paneles movibles. Ya habían realizado previamente otros proyectos de viviendas que no fueron construidos: las viviendas normalizadas (Onbekend, 1927) y 23 viviendas (Ámsterdam, 1928).
En 1936 remodelaron el Cine Vreeburg de Utrecht en cuya fachada se aplican las ideas compositivas de los neoplasticistas. En la parte superior proyectaron un departamento. Ese mismo año iniciaron un emprendimiento de Cabañas de verano movibles (HZH), unas construcciones poligonales de 12 lados en madera. El afiche que las promocionaba destacaba que estaban realizadas por los arquitectos Rietveld y Schröder e indicaba como dirección de contacto a la famosa casa de ellos.
Truus Schröder, siempre comprometida con la problemática de la mujer, fue miembro de Soroptimist, la agrupación internacional de voluntariado de mujeres de negocios y profesionales que promueven mejorar la vida de mujeres y niñas. A partir de los contactos con este grupo lograron otro encargo. En 1938, Emilie van Waveren-Resink de la Fundación Mujeres para las Mujeres (Voor Vrouwen door Vrouwen), experta en planificación de tareas del hogar, los contrató para transformar un edificio en viviendas para mujeres solteras en Haarlem. Esta era una tipología nueva dado que antes las mujeres no vivían solas. El proyecto de 15 departamentos se llamó Ekawo, y para las jornadas de puertas abiertas, tres arquitectas fueron invitadas a presentar apartamentos modelo: Ida Falkenberg-Liefrink, Johanna van Regteren Altena y Truus Schröder-Schrader.
La Segunda Guerra Mundial supuso una interrupción de las actividades del estudio. Posteriormente entre 1946 y 1949 realizaron dos proyectos de diseño de interiores en Dordrecht. Por esa época, la hija de Truus, Han Schröder ya recibida de arquitecta comienza a trabajar con ellos.
En todos los proyectos encontramos elementos que aparecen originalmente en la primera obra, la casa Schröder: la geometría simple, los planos de colores, la integración de la arquitectura y el mobiliario. Schröder acompañó a Rietveld en sus viajes de negocios y sus archivos proporcionan una gran cantidad de correspondencia y registros.
Después de la muerte de Rietveld, Schröder se dedicó a preservar su legado: recogió los papeles del arquitecto en un archivo y fundó a principios de los años 70 la Fundación Casa Rietveld-Schröder. El 12 de abril de 1985 Truus Schroeder murió en su propia casa. Fue enterrada junto a él, en el cementerio de Bilthoven.